# Spoorlijn Dortmund aansluiting Flm - Dortmund Güterbahnhof
De spoorlijn Dortmund aansluiting Flm - Dortmund Güterbahnhof is een Duitse spoorlijn en is als spoorlijn 2130 onder beheer van DB Netze.

## Geschiedenis
Het traject werd door de Preußische Staatseisenbahnen op 1 juni 1886 geopend. Sinds 2004 is het gedeelte tussen Huckarde Süd en Dortmund Güterbahnhof buiten gebruik.

## Treindiensten
De lijn is alleen in gebruik voor goederenvervoer bij Deutsche Bahn.

## Aansluitingen
In de volgende plaatsen is of was er een aansluiting op de volgende spoorlijnen:
aansluiting Flm
DB 2120, spoorlijn tussen aansluiting Flm en aansluiting Schnettkerbrücke
DB 2151, spoorlijn tussen Bochum Präsident en Dortmund aansluiting Flm
Huckarde Süd
DB 2120, spoorlijn tussen aansluiting Flm en Dortmund Güterbahnhof
DB 2136, spoorlijn tussen Dortmund Süd en Dortmund-Bodelschwing
DB 2191, spoorlijn tussen Dortmund-Mengede en Dortmund-Dorstfeld
Dortmund Güterbahnhof
DB 2133, spoorlijn tussen aansluiting Hansa en Dortmund Hauptbahnhof
DB 2134, spoorlijn tussen Dortmund-Rahm en Dortmund Güterbahnhof

## Elektrische tractie
Het traject werd tussen 1965 en 1968 geëlektrificeerd met een wisselspanning van 15.000 volt 16⅔ Hz.